# Officium
În cadrul succesiunii deferite contra testamentului, odată cu dezvoltarea ideilor romanilor, a apărut termenul "officium", termen ce desemnează iubirea pe care testatorul trebuie să o aibă față de descendenții săi, dar și față de frați și de surori.
Astfel, dacă testatorul dezmoștenea un descendent, frate sau soră(chiar cu respectarea formelor solemne), acel testament putea fi atacat în justiție, el fiind lipsit de "officium", aspect imperios pentru validitatea acestui tip de testament.